# Return to Forever
Return to Forever er en fusionsjazz-gruppes grundlagt og ledet af den amerikanske pianist Chick Corea. Gennem gruppens levetid havde gruppen mange medlemmer og det eneste gennemgående medlem udover Chick Corea var bassisten Stanley Clarke. Return to Forever anses sammen med grupperne Weather Report og Mahavishnu Orchestra at være blandt blandt de centrale fusionsjazz-grupper, der i 1970'erne førte an i fusionsjazz-bevægelsen. Adskillige musikere, herunder Flora Purim, Airto Moreira og Al Di Meola fik det gennembrud i forbindelse med medvirken i Return to Forever.

## Første gruppe (1972–1973)
Ved sin grundlæggelse spillede Return to Forever primært latinamerikansk inspireret musik. Den oprindelige gruppe bestod af den brasilianske sangerinde Flora Purim og dennes mand trommeslageren og percussionisten Airto Moreira og saxofonisten Joe Farrell, Stanley Clarke på bas (kontrabas og el-bas) samt Corea på elektrisk piano. Mange af gruppens indspilninger var instrumentale og til dels eksperimenterende. Musikken var komponeret af Corea bortset fra titelnummeret på gruppens andet album Light as a Feather, der var komponeret af Clarke. Teksterne var ofte skrevet af Coreas ven Neville Potter og kredsede ofte om temaer med relation til Scientology-bevægelsen som Corea og Clarke på daværende tidspunkt var aktive indenfor. 
Gruppens første album Return to Forever blev indspillet for ECM Records i 1972 og oprindeligt kun udgivet i Europa. Det andet album, Light as a Feather blev udgivet på Polydor i 1973.

## Jazz-rock perioden (1973–1976)
Efter gruppen andet album forlod Farrell, Purim og Moreira gruppen og i stedet kom guitaristen Bill Connors, trommeslageren Steve Gadd og perkussionisten Mingo Lewis med. Gadd ønskede dog ikke at turnere med gruppen, da han var en eftertragtet studiemusiker for andre artister og trommeslageren Lenny White, der havde spillet med Corea i Miles Daviss gruppe, kom ind i stedet og medvirkede på gruppens tredje album Hymn of the Seventh Galaxy fra 1973.
Gruppen spillede nu jazz-rock i samme stil som bl.a. Mahavishnu Orchestra, Weather Report og en række andre progressive rockbands på daværende tid. Stanley Clarke spillede ny kun elbas og kompositionerne var alene instrumentale. Den nye stil var kommercielt succesfuld.
På gruppens fjerde album (og det andet i den nye stil) Where Have I Known You Before fra 1974 spillede Corea nu også synthesizer tillige med elektrisk keyboard, ligesom Clarkes stil havde udviklet sig med bl.a. brug af elektroniske effekter som flanger og fuzz. Efter Bill Connors forlod gruppen kom Earl Klugh kortvarigt med, men blev udskiftet med den 19-årige Al Di Meola, der havde medvirket som studiemusiker på Where Have I Known You Before.
Albummet No Mystery fra 1975 havde samme medvirkende som på Where Have I Known You Before, men musikken var mere varieret. No Mystery modtog en Grammy Award for "Best Jazz Performance by a Group".
Det sidste album i det "klassiske" lineup af gruppen blev albummet Romantic Warrior fra 1976. Albummet blev det bedst sælgende af gruppens udgivelser og modtog en guldplade. Albummet blev også generelt rost af kritikerne. Efter udgivelsen af Romantic Warrior og den efterfølgende turne besluttede Corea at smide Lenny White og Al Di Meola ud af gruppen.
I den sidste udgave af Return to Forever medvirkede Corea, Clarke og Joe Farrell samt en blæser kvartet samt Coreas hustru Gayle Moran som sangerinde. Denne konstellation udgav blot et enkelt studiealbum, Musicmagic  fra 1977. Efter udgivelsen i 1978 af det firedobbelte livealbum Return To Forever Live: The Complete Concert opløste Corea gruppen.

## Gendannelse (2008 og 2011)
Det klassiske line-up af Return to Forever med Corea, Clarke, White og Di Meola blev i 2008 gendannet under en turne i USA. Samtidig blev udgivet et box-sæt med re-mixet materiale fra albummene Hymn of the Seventh Galaxy, Where Have I Known You Before, No Mystery og Romantic Warrior.
Corea, Clarke og White turnerede i 2009, hvor de spillede akustisk. Der blev i 2009 udgivet en CD med titlen Returns med optagelser fra turnéen.
I 2011 turnerede den gendannede gruppe i Australien. I forbindelse med turneen blev udgivet albummet Forever, hvorpå bl.a. medvirker Bill Connors, Chaka Khan og Jean Luc Ponty og udover gruppens faste medlemmer.  På turnéen i Australien deltog med Corea, Clarke, White, Ponty og Frank Gambale. Under turneen spillede Dweezil Zappas band Zappa Plays Zappa ofte opvarmning og Corea og Ponty  spillede flere gange med på enkelte numre med Zappa. Optagelser fra turnéen er udgivet på dobbelt-CD'en The Mothership Returns.

## Diskografi

### Studiealbum
- Return to Forever (1972, ECM)
- Light as a Feather (1973, Polydor)
- Hymn of the Seventh Galaxy (1973, Polydor)
- Where Have I Known You Before (1974, Polydor)
- No Mystery (1975, Polydor)
- Romantic Warrior (1976, Columbia)
- Musicmagic (1977, Columbia)
- Forever, Corea, Clarke & White (2011, Concord)

### Livealbum
- Return to Forever, Live (1977 Columbia) / ...Live: The Complete Concert – 4 Record Set (1978, Columbia)
- Returns (2009, Eagle (Fontana))
- The Mothership Returns (2012, Eagle (Fontana))

### Opsamlingsalbum
- The Best of Return to Forever (1980) Sony (Columbia)
- Return to the Seventh Galaxy: The Anthology (1996, Verve (Polydor))
- This Is Jazz, Vol. 12 (1996, Sony (Columbia))
- Return to Forever: The Anthology (2008, Concord)
- Return to Forever: The Complete Columbia Albums Collection (2011, Sony)

## Medvirkende
Nuværende/seneste lineup
- Chick Corea - keyboards (1972-1977, 1983, 2008, 2010-)
- Stanley Clarke - bas (1972-1977, 1983, 2008, 2010-)
- Lenny White - trommer (1973-1976, 1983, 2008, 2010-)
- Frank Gambale - guitar (2010–)
- Jean Luc Ponty - violin (2010–)

Tidligere medlemmer
| - Joe Farrell - saxophon (1972-1973, 1977; død 1986) - Airto Moreira - percussion (1972-1973) - Flora Purim - vocals (1972-1973) - Bill Connors - guitar (1973-1974) - Steve Gadd - trommer (1973) - Mingo Lewis - percussion (1973) - Earl Klugh - guitar (1974) - Al Di Meola - guitar (1974-1976, 1983, 2008) | - Gerry Brown - trommer (1977) - Harold Garrett - trombone (1977) - Gayle Moran - vocals, keyboards (1977) - James E. Pugh - trombone (1977) - John Thomas - trompet (1977) - James Tinsley - trompet (1977) - Ron Moss - trombone (1977) |